# Museo Torres Quevedo
El Museo Torres y Quevedo es un museo dedicado al famoso inventor español Leonardo Torres Quevedo, ubicado en el recinto de la Universidad Politécnica de Madrid.
Está destinado al público en general: a todos aquellos interesados en los inventos, así como a los investigadores. Está ubicado en la Escuela de Ingeniería de Caminos, Canales y Puertos de la Universidad Politécnica de Madrid y fue creado con fondos donados por el propio Leonardo Torres y Quevedo a la escuela en 1928. Actualmente es un museo universitario y forma parte de la Red de Museos y Centros Científicos y Técnicos del Municipio de Madrid.

Desde el comienzo de su carrera profesional, Torres y Quevedo estuvo involucrado en el diseño de teleféricos y transbordadores. En 1887 registró su primera patente (n° 7348) para un "Sistema de funiculares aéreos de múltiples cables". El más famoso de estos transbordadores aéreos que todavía sigue en funcionamiento es el Whirlpool Aero Car. En el museo también se encuentra un prototipo de este vehículo.

Exposiciones del museo
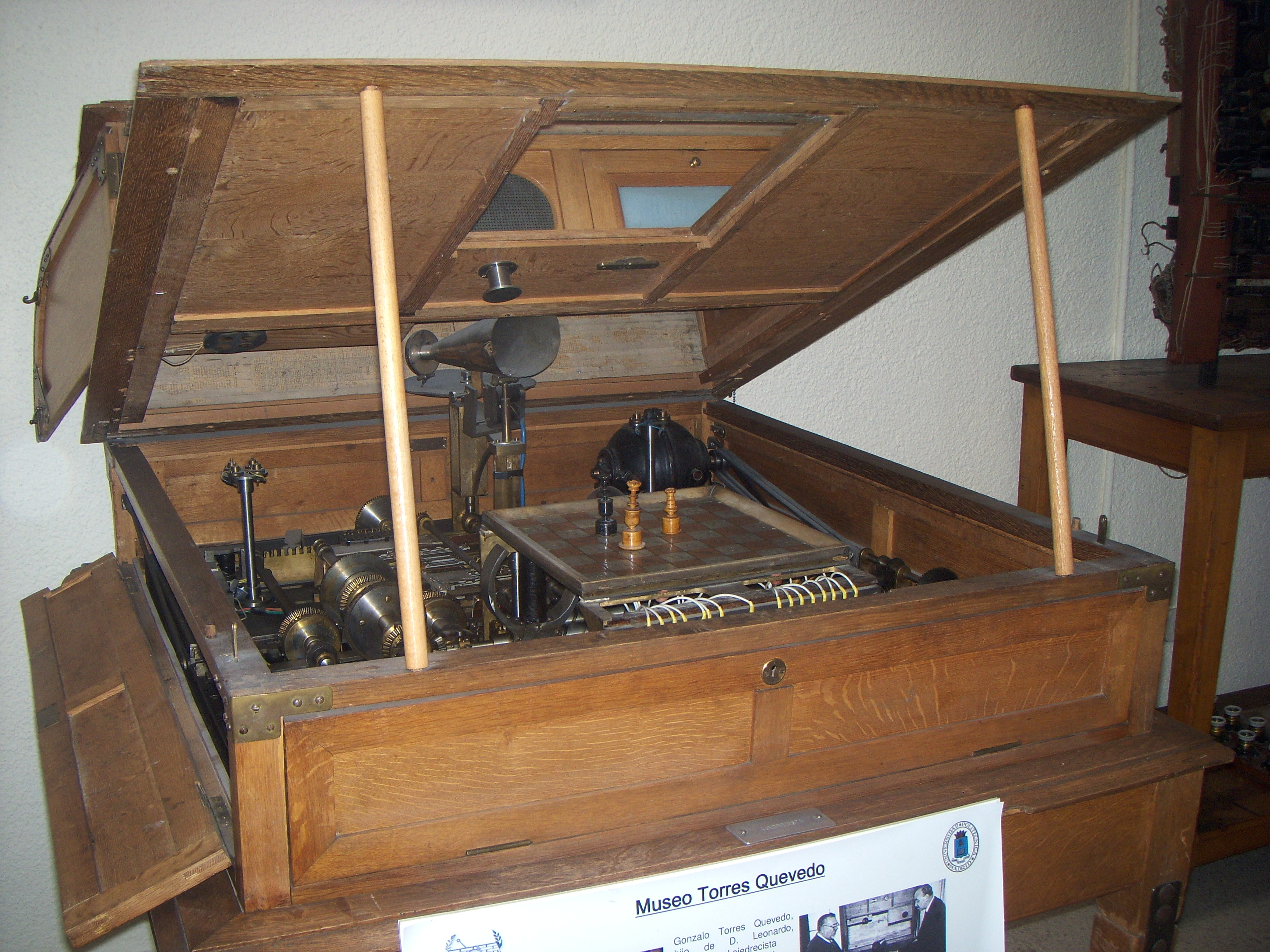
Autómata de ajedrez
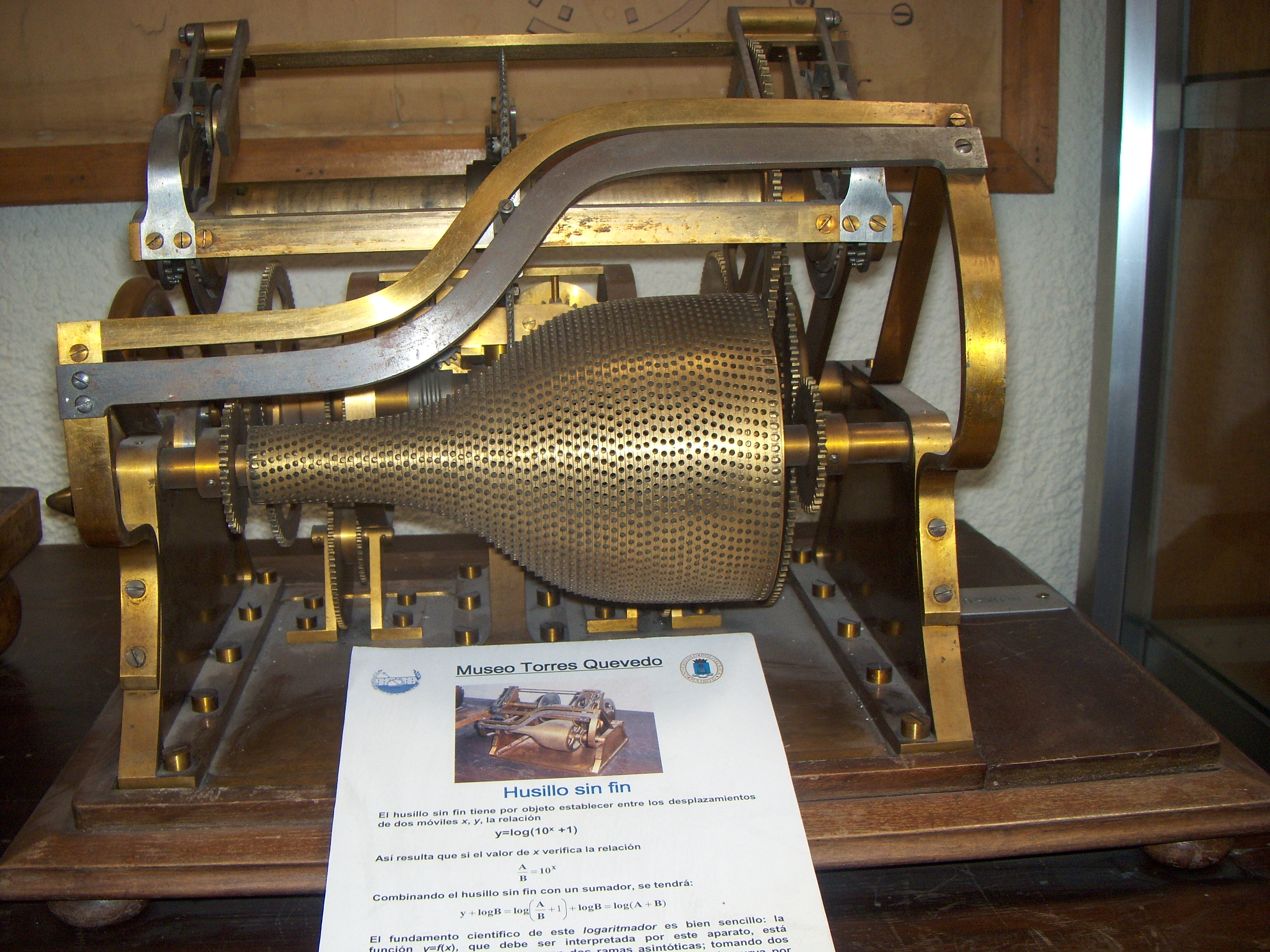
Husillo sinfín (huso sin fin)
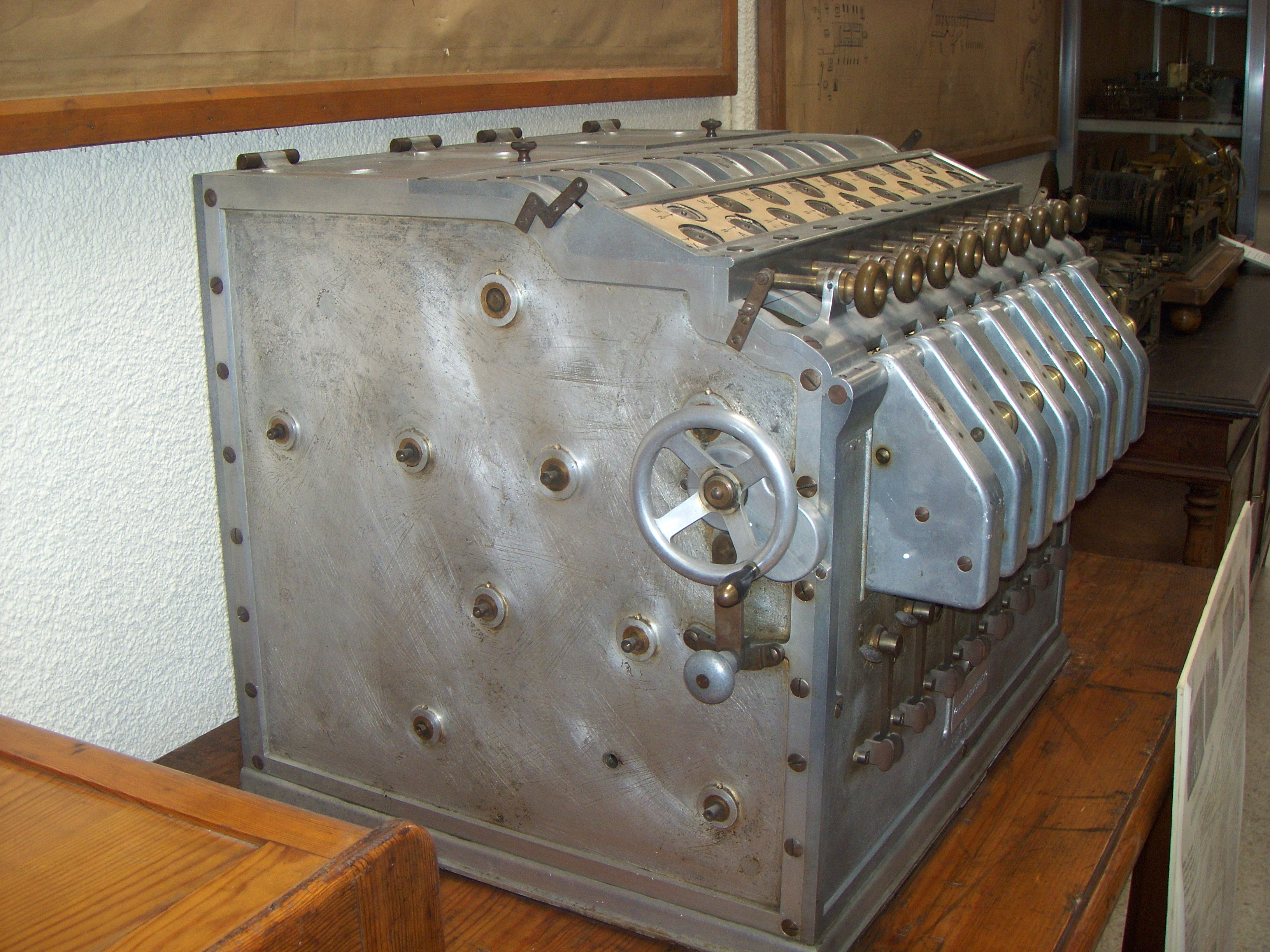
Máquina Algebraica
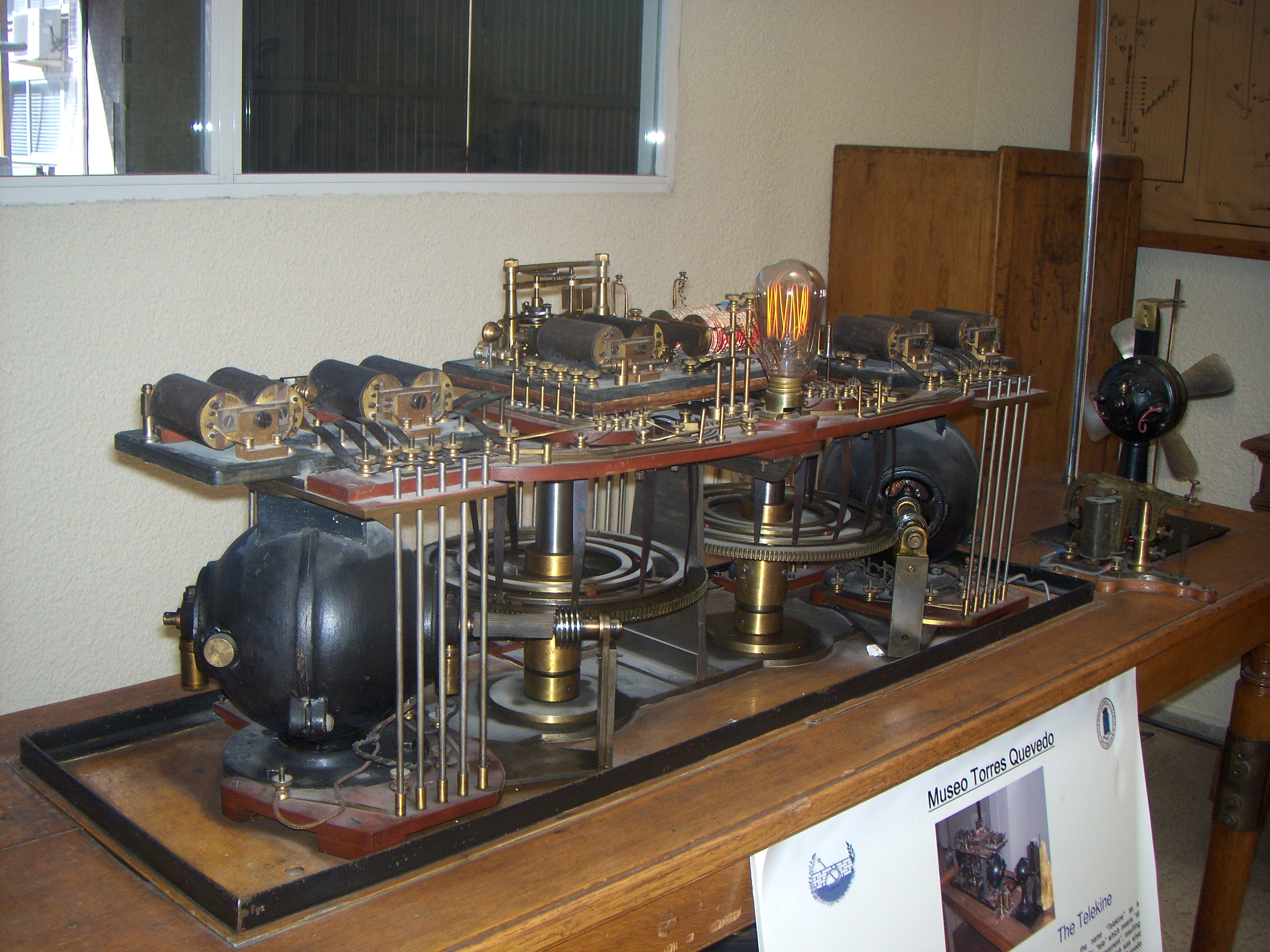
Telekino

 El Ajedrecista
- Husillo sinfín

 (huso sin fin)
- Máquina Algebraica
- Telekino

## Campo de golf
- Museo de Torres Quevedo
- Nueva sede del Museo Torres Quevedo en la Escuela de Caminos